# Jakub Jamróg
Jakub Jamróg (ur. 24 czerwca 1991 w Tarnowie) – polski żużlowiec.

## Osiągnięcia
- Złoty medalista drużynowych mistrzostw Polski (2012)
- Złoty medalista młodzieżowych mistrzostw Polski par klubowych (Gniezno 2012)
- Złoty medalista młodzieżowych drużynowych mistrzostw Polski (Gdańsk 2012)
- Złoty medalista drużynowych mistrzostw Niemiec (2012)

## Starty w polskiej lidze
- Unia Tarnów (2009–2012)
- Orzeł Łódź (2012–2016)
- Unia Tarnów (2017[1]–2018)
- WTS Wrocław (2019)
- Motor Lublin (2020)
- Wybrzeże Gdańsk (2021–2022)
- Orzeł Łódź (2023)
- Row Rybnik (2024)
- Wilki Krosno (2025)